# Bering-tenger
A Bering-tenger (jupik nevén Imakpik) a Csendes-óceán egyik tengere, amely az Aleut-medence mélyvizeiből és a kontinentális talapzat sekélyülő vizeiből áll. Vízfelülete mintegy kétmillió négyzetkilométer. Nevét a vizeit hajózó első európai utazóról, a dán felfedező Vitus Beringről kapta.

## Történelme

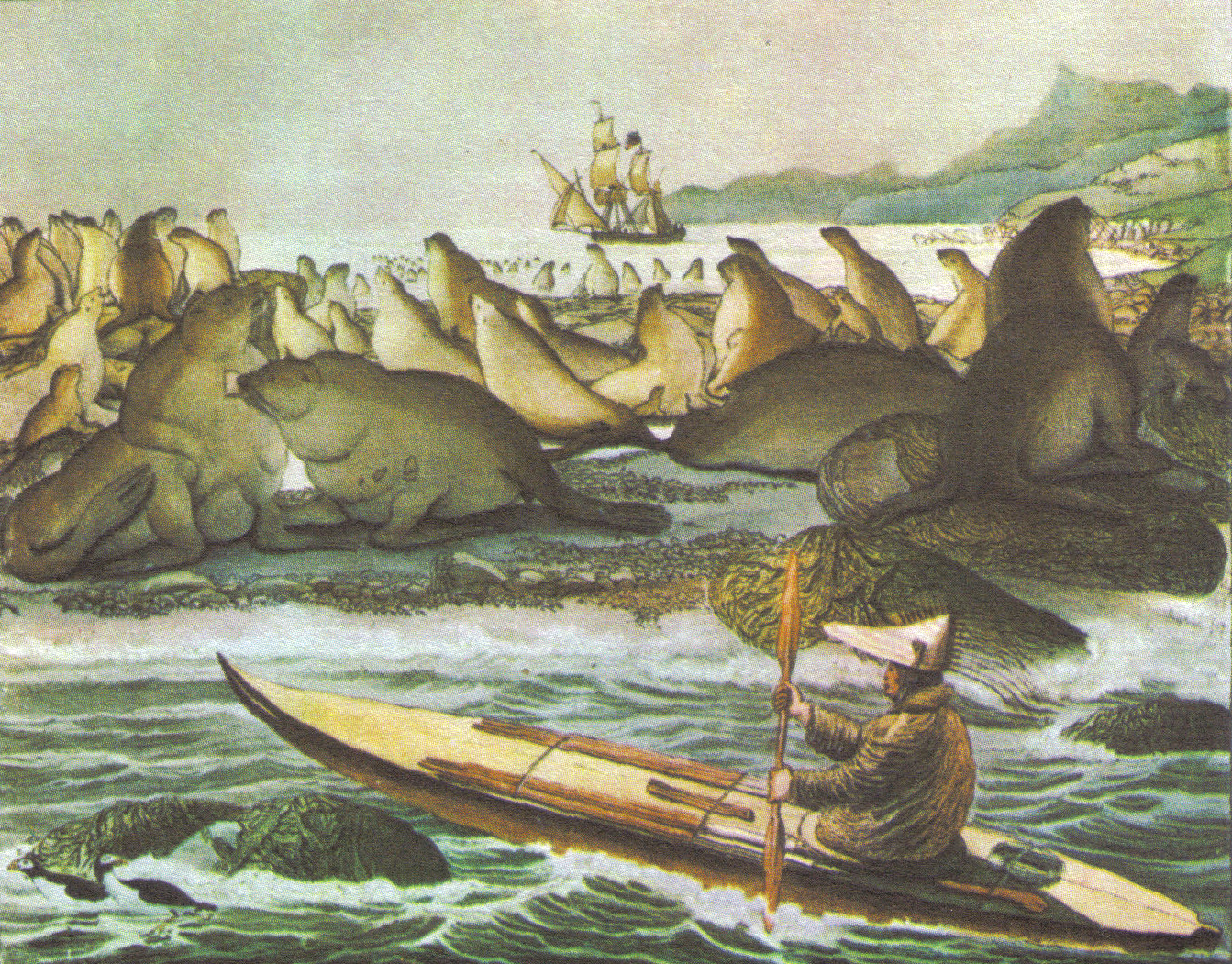
Az orosz „Rurik” horgonyt vet a Szent Pál-sziget közelében, hogy a Csukcs-tengerre induló északi expedíció számára élelmiszert és felszerelést rakodjon be. Louis Choris 1817-es rajza.

A legtöbb tudós szerint a legutóbbi jégkorszak idején a tengerek szintje elég alacsony volt ahhoz, hogy az emberek és állatok száraz lábbal átkelhessenek a mai Bering-szoros helyén így kialakult Bering-földhídon keresztül Ázsiából Észak-Amerikába. Egyes tudósok szerint ekkor kerültek először emberek Amerikába (léteznek azonban elméletek ettől eltérő emberi útvonalakról is).
A Bering-tenger alatt húzódik az ősi Kula-lemez egy darabja. A Kula tektonikus lemez a triász földtörténeti kor idején Alaszka lemeze alá bukott (szubdukció).

## Földrajza
Az Alaszkai-öböltől az Alaszkai-félsziget és az Aleut-szigetek választják el. Keleti és délkeleti határa Alaszka, nyugaton az Oroszországhoz tartozó Távol-Kelet és Kamcsatka, délen az Alaszkai-félsziget és az Aleut-szigetek, északon pedig a Bering-szoros, amely a Jeges-tengerhez tartozó Csukcs-tengertől választja el. A Bering-tengerhez tartozó Bristol-öböl választja el egymástól az Alaszkai-félszigetet Alaszka fő tömbjétől.
A különböző áramlatok és a jég kölcsönhatásai, az időjárási hatások következtében a Bering-tengerben gazdag ökoszisztéma alakult ki. A tenger felségvizein Oroszország és az Amerikai Egyesült Államok osztoznak, illetve vannak nemzetközi vizei is.

### Szigetei
Nevezetesebb szigetek, szigetcsoportok:
- Pribilof-szigetek
- Parancsnok-szigetek, köztük a Bering-sziget
- St. Lawrence-sziget
- Diomede-szigetek
- King-sziget (Alaszka)
- St. Matthew-sziget
- Karaginszkij-sziget

### Régiók
Régiói többek közt:
- Bering-szoros
- Bristol-öböl

A Bering-tenger alatt 16 tenger alatti kanyon nyúlik el, köztük a legnagyobb óceáni kanyon, a Zsemcsug-kanyon.

## Fordítás
- Ez a szócikk részben vagy egészben  a   Bering Sea című angol Wikipédia-szócikk ezen változatának fordításán alapul.  Az eredeti cikk szerkesztőit annak laptörténete sorolja fel. Ez a jelzés csupán a megfogalmazás eredetét és a szerzői jogokat jelzi, nem szolgál a cikkben szereplő információk forrásmegjelöléseként.